# Taksonomia zwierząt
Taksonomia zwierząt – dział systematyki organizmów obejmujący teorię i praktykę klasyfikowania organizmów zwierzęcych (zaliczanych do królestwa Animalia), zajmujący się techniką wyróżniania i opisywania taksonów zwierzęcych, a więc ich klasyfikacją, nazewnictwem i hierarchizacją. Taksonomia klasyfikuje zwierzęta żyjące współcześnie oraz wymarłe. Zasady stosowane w taksonomii zwierząt reguluje Międzynarodowy Kodeks Nomenklatury Zoologicznej (International Code of Zoological Nomenclature).
Nomenklatura zoologiczna oraz nazwy niektórych kategorii systematycznych stosowanych w taksonomii zwierząt różnią się od ich odpowiedników w taksonomii roślin.
Poniżej zamieszczono szczegółową listę głównych (pogrubione) i pomocniczych kategorii systematycznych w obrębie królestwa zwierząt, od najwyższych do najniższych rangą, z uwzględnieniem ich nazw łacińskich oraz stosowanych skrótów.
| Nazwa polska | Nazwa naukowa | Skrót          |
| ------------ | ------------- | -------------- |
| królestwo    | regnum        |                |
| podkrólestwo | subregnum     |                |
| nadtyp       | superphylum   |                |
| typ          | phylum        |                |
| podtyp       | subphylum     |                |
| infratyp     | infraphylum   |                |
| nadgromada   | superclassis  |                |
| gromada      | classis       |                |
| podgromada   | subclassis    |                |
| infragromada | infraclassis  |                |
| nadrząd      | superordo     |                |
| rząd         | ordo          | ord., o.       |
| podrząd      | subordo       | subord., so.   |
| infrarząd    | infraordo     |                |
| nadrodzina   | superfamilia  |                |
| rodzina      | familia       | fam.           |
| podrodzina   | subfamilia    | subfam.        |
|              | infrafamilia  |                |
| nadplemię    | supertribus   |                |
| plemię       | tribus        |                |
| podplemię    | subtribus     |                |
|              | infratribus   |                |
| nadrodzaj    | supergenus    |                |
| rodzaj       | genus         | gen.           |
| podrodzaj    | subgenus      | subg., subgen. |
|              | infragenus    |                |
| gatunek      | species       | sp.            |
| podgatunek   | subspecies    | subsp., ssp.   |
| nacja        | natio         |                |
| odmiana      | morpha        |                |
| forma        | forma         | f.             |

Pomocniczo stosowane są też inne jednostki, np. dział, poddział, szczep, sekcja i seria.